# Berrykoncernen
Berrykoncernen var en brittisk tidningskoncern grundad på 1920-talet av bröderna William Evert Berry (senare vicount Camrose) och James Gomer Berry (senare viscount Kemsley).
William Berry grundade 1901 Advertising World och blev 1915 utgivare av The Sunday Times. Delvis tillsammans med sin yngre bror förvärvade William Berry därefter en rad tidningar, pappersbruk med mera bland annat Financial News, The Graphic och The Daily Telegraph. Berrykoncernen omfattade slutligen omkring 250 tidningar och tidskrifter. Den upplöstes 1937 och bröderna Berry delade tillsammans med sin gamla kompanjon Edward Mauger Iliffe (senare baron Iliffe) upp de olika intressena sinsemellan. William Berry övertog The Daily Telegraph, medan Financial News såldes 1945. Gomer Berry tog kontrollen över Kemsley Newspaper, tidigare Allied Newspapers som bland annat omfattade Daily Graphic, The Sunday Times och Sunday Graphic jämte landsortstidningar i Manchester, Sheffield, York, Glasgow och Aberdeen. Edward Mauger Iliffe tog kontrollen över Coventry Evening Telegraph och Birmingham Post.